# Hans Jenni
Hans Jenni (... – Capri, ...; fl. XX secolo) è stato un calciatore svizzero, di ruolo difensore, pioniere del calcio partenopeo. Il suo cognome è stato scritto più volte in maniera diversa, appare citato nelle cronache dell'epoca anche come Jenny e Yenni.

## Biografia
Nato in Svizzera, ben presto si trasferì in Italia, prima a Milano e poi a Napoli. Terminata la carriera di calciatore aprì negli anni '20 un locale chiamato "Taberna Svizzera" in Via Medina. Verso la metà degli anni '60 cedette il locale e tornò nella propria tenuta di Capri, dove si spense poco dopo. Fu anche editore.

## Carriera
Giocò in Svizzera nel Young Fellows di Zurigo, in Italia nell'Internazionale Milano (dove vinse il campionato nella stagione 1909-1910) e nell'Internazionale Napoli; di quest'ultima ne fu anche presidente. Abbandonò il calcio giocato (almeno in Prima Divisione) nel 1921, ma non del tutto. Nella stagione 1925-1926 militò nel Capri (casacche bianco-verdi) in Terza Divisione Campana.